# Cajati
Cajati est une municipalité brésilienne de l'État de São Paulo et de la Microrégion de Registro.

## Démographie
| Évolution de la population (municipalité) | Évolution de la population (municipalité) | Évolution de la population (municipalité) | Évolution de la population (municipalité) |
| Année                                     | Population                                |                                           | %±                                        |
| ----------------------------------------- | ----------------------------------------- | ----------------------------------------- | ----------------------------------------- |
| 2000                                      | 29 227                                    |                                           | —                                         |
| 2010                                      | 28 372                                    |                                           | −2,9%                                     |
| 2022                                      | 28 515                                    |                                           | 0,5%                                      |
| ,                                         |                                           |                                           |                                           |